# Ko Joo-yeon
Ko Joo-yeon (22 de febrero de 1994) es una actriz surcoreana que ha ganado atención en la industria del cine surcoreano por sus papeles en Blue Swallow (2005) y The Fox Family (2006). En 2007 participó en la película de terror Epitafio como Asako, una niña que sufre de pesadillas y afasia, metiéndose tanto en el papel que tuvo que lidiar con un repentino sangrado nasal mientras que estaba en el set. Kyu Hyun Kim de Koreanfilm.org destacó su actuación en la película, diciendo: " las actuaciones del elenco son robadas por la ridículamente pequeña Ko Joo-yeon, otra actriz infantil coreana que cariñosamente esperamos continúe su carrera en el cine."

## Filmografía

### Cine
| Año  | Título                | Rol                    |
| ---- | --------------------- | ---------------------- |
| 2001 | My Wife Is a Gangster | Yu-jin (joven)         |
| 2003 | Crazy Assassins       | Dal-rae                |
| 2005 | Hello, Brother        |                        |
| 2005 | Blue Swallow          | Park Kyung-won (joven) |
| 2006 | The Fox Family        | hija menor             |
| 2007 | Epitaph               | Asako                  |
| 2010 | Wedding Dress         | amiga de Jin-ah        |
| 2010 | Vegetarian            | Ji-hye (joven)         |
| 2010 | The Recipe            | niña                   |
| 2011 | Officer of the Year   | Soo-yeon               |
| 2011 | My Way                | adolescente Eun-soo    |

### Serie de televisión
| Año  | Título                   | Rol                     | Red  |
| ---- | ------------------------ | ----------------------- | ---- |
| 2001 | Hong Guk-yeong           | MBC                     |      |
| 2006 | Seoul 1945               | Kim Hae-kyung (joven)   | KBS2 |
| 2006 | The Snow Queen           | Kim Bo-ra (joven)       | KBS2 |
| 2007 | Devil                    | Seo Hae-in (joven)      | KBS2 |
| 2010 | Master of Study          | Lee Ye-ji               | KBS2 |
| 2011 | I Trusted Him            | Lee Eun-kyung           | MBC  |
| 2012 | Jeon Woo-chi             | Reina depuesta Lady Kim | KBS2 |
| 2013 | The Prime Minister and I | Roo-ri                  | KBS2 |

### Vídeos musicales
| Año  | Título de la canción | Artista |
| ---- | -------------------- | ------- |
| 2011 | "0330"               | U-KISS  |

## Premios y nominaciones
| Año  | Premio                     | Categoría               | Nominación | Resultado |
| ---- | -------------------------- | ----------------------- | ---------- | --------- |
| 2006 | KBS Drama Awards           | Mejor Actriz Joven      | Seúl 1945  | Nominada  |
| 2007 | 6 Premios del Cine coreano | Mejor Actriz Revelación | Epitafio   | Nominada  |